# Plakette für Verdienste um die Landeshauptstadt Hannover

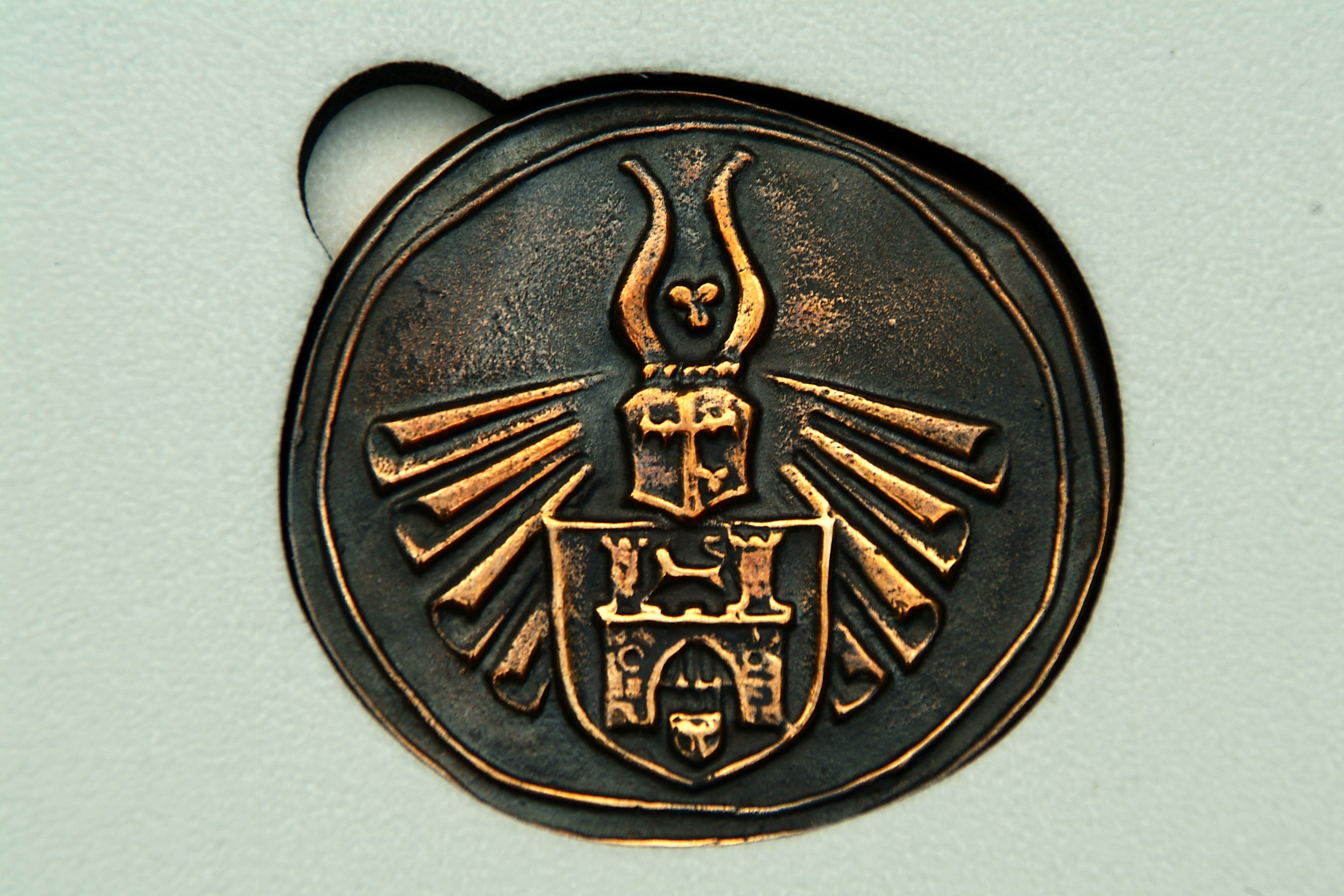
Stadtplakette Hannover mit stilisiertem Wappen

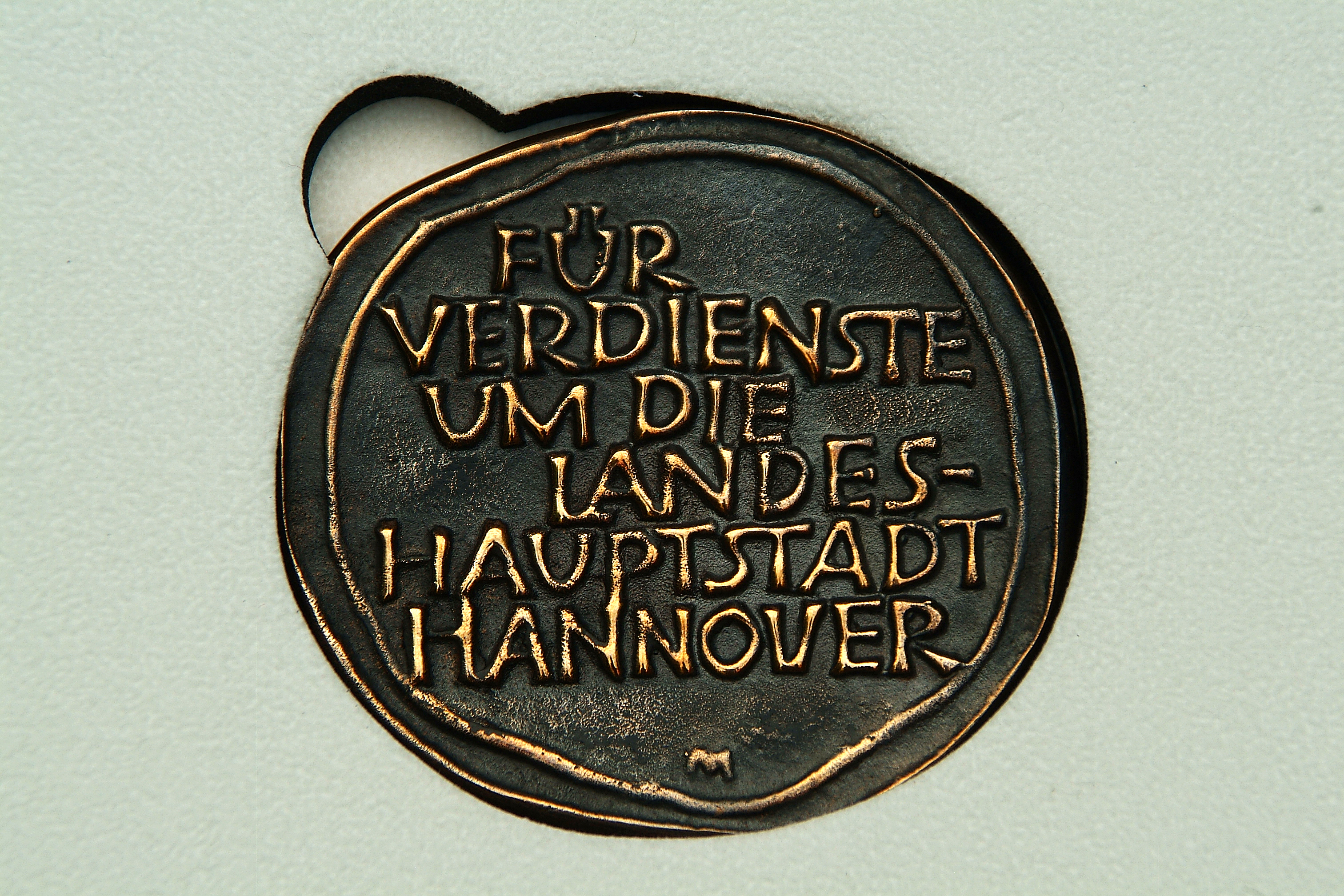
Text auf der Stadtplakette mit Künstlersignatur „M“.

Die Plakette für Verdienste um die Landeshauptstadt Hannover, auch kurz Stadtplakette genannt, ist eine Auszeichnung für verdiente Persönlichkeiten der Landeshauptstadt Hannover. Sie wurde 1959 durch Beschluss des Rates der Stadt ins Leben gerufen. Die Plakette ist nach der Verleihung der Ehrenbürgerwürde die höchste Auszeichnung, die die Stadt Hannover vergibt.

## Beschreibung
Mit der Stadtplakette werden Persönlichkeiten geehrt, die sich auf den Feldern Politik, Kultur und Wirtschaft um die Stadt Hannover verdient gemacht, ausdrücklich

„das Wohl der Stadt und ihrer Bürger besonders gefördert“

haben. Die Plaketten werden jeweils in der Mitte und am Ende einer Wahlperiode des Stadtrates vergeben. Als erste Frau wurde Elisabeth Hoffmeier ausgezeichnet, die zu den profiliertesten Kommunalpolitikerinnen der Weimarer Republik zählte.
Erste Verleihung der Stadtplakette war am 9. Dezember 1959. Mit der Ehrung verbunden ist eine Eintragung in das Goldene Buch der Stadt Hannover.
Bis zum Jahr 2014 erhielten 141 Persönlichkeiten diese Ehrung, bis Juni 2016 insgesamt 154 Menschen. Bis 2024 wurde die Stadtplakette 179 Mal verliehen.

## Inhaber der Stadtplakette Hannover (Auswahl)
- Elisabeth Hoffmeier (* 19. August 1878 in Hannover; † 15. Januar 1979 ebenda)
gehörte zu den profiliertesten Kommunalpolitikerinnen der Weimarer Republik
Verleihung am 9. Dezember 1959
- Emmy Lanzke (* 6. November 1900 in Zielenzig; † 20. Juni 1962 in Hannover)[5]
Die Ratsherrin, Senatorin und Sozialpolitikerin war eine der „Nachkriegsfrauen, die das Nächstliegende, Notwendige taten ohne persönliche Eitelkeiten“.[5]
Verleihung 1961[5]
- Ludwig Vierthaler (* 16. Januar 1875 in München; † 4. März 1967 in Hannover)
einer der bedeutendsten Bildhauer Hannovers
Verleihung 1963[6]
- Wilhelm Hauschild (* 16. Januar 1902 in Breslau; † 7. April 1983 in Hannover)
Fotograf
Verleihung 1972
- Horst Egon Berkowitz (1898–1983)
Rechtsanwalt; der Holocaust-Überlebende setzte sich für den Wiederaufbau des Justizwesens ein
Verleihung 1976[7]
- Karl Wiechert
Oberstadtdirektor Hannover 1949 bis 1963
- Mädchenchor Hannover
Verleihung 1986
- Barbara Boehme[8]
ehrenamtlich für Überlebende des Holocausts und andere Opfer des Faschismus tätig[8]
Verleihung 1991[8]
- Toshihiko Hayashi (* 1931; † 25. Oktober 2010)[9]
setzte sich als Präsident der International Youth Association Hiroshima für die Erziehung zum Frieden ein, maßgeblich an der Städtepartnerschaft Hannover-Hiroshima beteiligt
Verleihung 1991
- Hans Werner Dannowski (* 22. Juni 1933 in Petershagen bei Berlin; † 28. November 2016 in Hannover)
1980–1998 Stadtsuperintendent von Hannover
Verleihung 1999
- Klaus Meine (* 25. Mai 1948 in Hannover), Rudolf Schenker (* 31. August 1948 in Hildesheim), Matthias Jabs (* 25. Oktober 1955 in Hannover)
Musiker der Scorpions, für die Verdienste der Rockband Scorpions um die Stadt.
Verleihung 2000[10]
- Alexander May (* 8. Juli 1927 in Görlitz; † 2. Mai 2008 in Hannover)
Schauspieler
Verleihung 2001
- Clemens von Velsen (* 21. September 1905 in Berlin; † 29. September 1983 in Hannover)[11]
u. a. Bergassessor
- Rosenmarie Elisabeth Wallbrecht (* 22. Februar 1945 in Uelzen)  Gründerin der Hannöverschen Tafel
- Siegfried Neuenhausen (* 1931 in Dormagen bei Düsseldorf)
Bildhauer
Verleihung 2006
- Robert Simon (* 16. Juli 1946 in Kassel)
Museumsleiter, Galerist
Verleihung 2006[12]
- Martin Kind (* 28. April 1944 in Walsrode)
Unternehmer, Präsident Hannover 96
Verleihung 2006[12]
- Ingrid Wettberg
Vorsitzende der Liberalen Jüdischen Gemeinde Hannover K.d.Ö.R.
Verleihung 2006
- Marianne Taeglichsbeck (* 15. Oktober 1939; † 22. September 2013)
Kommunalpolitikerin Hannover
Verleihung 2008
- Ingrid Ehrhardt (* 28. April 1945; † 16. September 2013)
Geschäftsführerin des Freiwilligenzentrums Hannover
Verleihung 2008
- Wolfgang Puschmann
Stadtsuperintendent Hannover 1998–2008
Verleihung 2010
- Knabenchor Hannover
- Avni Altiner (als erster Muslim und Einwanderer aus der Türkei)[13]
Schura-Vorsitzender
Verleihung 2012
- Ulrike Enders[14]
Künstlerin
Verleihung 2012
- Almut Breuste
Verleihung 2014[3]
- Luise Pusch
Verleihung 2014[3]
- Otto Stender
Verleihung 2014[3]
- Ricarda und Udo Niedergerke
Verleihung 2014[3]
- Sepp Heckmann
Verleihung 2014[3]
- Ingrid Lange
Bürgermeisterin von Hannover (2001 bis 2011)[12]
Verleihung 2014[3]
- Volker Brehm
Helfer in der Justizvollzugsanstalt Hannover bei der Resozialisierung
Verleihung am 16. Juni 2016[4]
- Andor Izsák
Gründer des Europäischen Zentrums für Jüdische Musik
Verleihung am 16. Juni 2016[4]
- Reinhard Kramer
Radrennfahrer, Begründer der Nacht von Hannover
Verleihung am 16. Juni 2016[4]
- Doris-Meyer Bruhn
Mutter eines schwer behinderten Kindes, Helferin im Aegidius-Haus Auf der Bult
Verleihung am 16. Juni 2016[4]
- Simin Nassiri
politisch Verfolgte und Flüchtling aus dem Iran, engagiert sich im Bereich häusliche Gewalt gegen Migrantinnen
Verleihung am 16. Juni 2016[4]
- Michaela Porrmann
Mutter eines schwer behinderten Kindes, Helferin im Aegidius-Haus Auf der Bult
Verleihung am 16. Juni 2016[4]
- Reinhard Scheibe
der ehemalige Chef von Toto-Lotto Niedersachsen engagiert sich vielfältig im kulturellen Leben der niedersächsischen Landeshauptstadt
Verleihung am 16. Juni 2016[4]
- Irene Wegener
seit den 1990er Jahren Leiterin des Flüchtlingsheims am Döhrener Turm, privat auch bei der Integration einzelner Flüchtlinge
Verleihung am 16. Juni 2016[4]
- Erich Ziemert
FDP-Ratsmitglied und Bezirksbürgermeister in Bothfeld-Vahrenheide, ausgezeichnet als verdienter Kommunalpolitiker
Verleihung am 16. Juni 2016[4]
- Renée Bergmann[2]
Vorsitzende vom Unterstützerkreis Flüchtlingsunterkünfte Hannover e. V., engagiert in der Starthilfe für Geflüchtete[15]
Verleihung am 21. Juni 2018, am selben Tag Eintrag ins Goldene Buch der Stadt Hannover[15]
- Jorge Guardia Lupianez[2]
setzte mit Plastiken und Skulpturen wie als Flamenco-Sänger und -Gitarrist von Spanien inspirierte Akzente im Stadtbild[16]
Verleihung am 21. Juni 2018, am selben Tag Eintrag ins Goldene Buch der Stadt Hannover[15]
- Michael Fürst[2]
Fürst hat sich „mit außerordentlichem Einsatz“ engagiert gegen Rassismus und Fremdenfeindlichkeit, „für eine lebendige Erinnerungskultur“ sowie den interkonfessionellen Dialog aktiv mitgestaltet[16]
Verleihung am 21. Juni 2018, am selben Tag Eintrag ins Goldene Buch der Stadt Hannover[15]
- Dagmar Plentz-Brand[2]
Künstlerin und mehr als drei Jahrzehnte ehrenamtliche Initiatorin von Ausstellungen und Kunstprojekten „mit regionalen und internationalen Künstlerinnen und Künstlern“[16]
Verleihung am 21. Juni 2018, am selben Tag Eintrag ins Goldene Buch der Stadt Hannover[15]
- Acht hannoversche Städtepartnerschaftsvereine und -organisationen:[17]
  - Deutsch-Französische Gesellschaft Hannover e. V.,[17]
  - Deutsch-Japanische Gesellschaft Hannover Chado-Kai e. V.,[17]
  - Deutsch-Japanischen Freundschaftskreis Hannover-Hiroshima-Yukokai e. V.,[17]
  - Deutsch-Polnische Gesellschaft Hannover e. V.,[17]
  - Freundeskreis Malawi und Städtepartnerschaft Hannover-Blantyre e. V.,[17]
  - Hannover-Bristol-Gesellschaft e. V.,[17]
  - Hiroshima-Bündnis Hannover[17] und
  - Initiative Bürgerbegegnung Hannover-Rouen.[17]

Aus der Rede des Oberbürgermeisters: „Mit der Ehrung der acht Städtepartnerschaftsvereine und -gesellschaften setzen wir in diesen schwierigen Kriegs- und Krisenzeiten in Europa ein wichtiges Signal für ein grenzüberschreitendes Miteinander, für Austausch und Kooperationen sowie Völkerverständigung. Die Partnerschaftsorganisationen bilden eine Basis für unsere Friedenspolitik, bei der wir weiterhin auf gegenseitigen Respekt, Toleranz und Rechtsstaatlichkeit setzen.“[17]
Verleihung am 30. Juni 2022.[17]

- Rebecca Seidler
setzt sich als 1. Vorsitzende des Landesverbandes der Israelitischen Kultusgemeinden unter anderem aktiv für zivilgesellschaftliches Engagement im Kampf gegen Antisemitismus ein.
Verleihung am 20. Juni 2024

- Düzen Tekkal
als Streiterin für Menschenrechte und faire Integrationsdebatten.
Verleihung am 20. Juni 2024
- Thomas Walter
Von 1994 bis 2016  Jugend- und Sozialdezernent bei der Landeshauptstadt Hannover. Geehrt wird er für sein darüberhinausgehendes, besonderes ehrenamtliches Engagement in zahlreichen karitativen Institutionen, Stiftungen, Vereinen und Projekten.
Verleihung am 20. Juni 2024
- Uta Saenger
engagiert sich in besonderer Weise gegen Rechtsextremismus, Antisemitismus und gruppenbezogene Menschenfeindlichkeit und für Demokratie und Toleranz in Hannover. Als Sprecherin der zivilgesellschaftlichen überparteilichen Bürgerinitiative „Omas gegen Rechts“ organisiert sie beispielsweise in Hannover Demonstrationen und Mahnwachen gegen politisch rechtsextreme Strömungen.
Verleihung am 20. Juni 2024
- Netzwerk Erinnerung und Zukunft in der Region Hannover e. V.
Das Netzwerk Erinnerung und Zukunft in der Region Hannover e. V. gründete sich im Juli 2006 als Aktionsbündnis von rund 40 Vereinen, Verbänden und Einzelpersonen. Absicht war und ist die Pflege der Erinnerung an die Verbrechen des Nationalsozialismus und die gemeinsame Abwehr von Intoleranz und Rassismus in der Gegenwart.
Verleihung am 20. Juni 2024[18]